# Jeanne Collier
Jeanne Collier (n. 15 mai 1946, Indiana, SUA) este o săritoare în apă ce a reprezentat Statele Unite ale Americii, medaliată olimpică. A participat la o ediție a Jocurilor Olimpice (1964) în care a câștigat o medalie de argint.

## Participări
Lista de mai jos prezintă principalele competiții la care a participat Jeanne Collier de-a lungul carierei.
- diving at the 1964 Summer Olympics – women's 3 metre springboard[*]